# محمد فوفانا (بازیکن فوتبال، زاده مارس ۱۹۹۸)
محمد فوفانا (انگلیسی: Mamadou Fofana؛ زادهٔ ۲۱ ژانویهٔ ۱۹۹۸) بازیکن فوتبال اهل مالی است.
از باشگاه‌هایی که در آن بازی کرده است می‌توان به باشگاه فوتبال متس اشاره کرد.
وی همچنین در تیم‌های ملی فوتبال زیر ۱۷ سال مالی و مالی بازی کرده است.